# Gryfów Śląski
Gryfów Śląski este un oraș în Polonia.